# چرخ‌ریسک-سنگ‌چشم شرقی
چرخ‌ریسک-سنگ‌چشم شرقی (نام علمی: Falcunculus frontatus) گونه‌ای از پرندگان گنجشک‌سان از خانواده Falcunculidae است. آن را با نام‌های چرخ‌ریسک تنه، چرخ‌ریسک کاکل‌دار یا چرخ‌ریسک شکم‌زرد نیز می‌شناسند.
در جنوب شرقی استرالیا از جنوب شرقی استرالیای جنوبی، در سراسر ویکتوریا، شرق نیو ساوت ولز تا جنوب شرقی کوئینزلند، با برخی حضور پراکنده در شمال و غرب در کوئینزلند یافت می‌شود.